# مزوون
مزوون (به چکی: Mezouň) یک منطقهٔ مسکونی در جمهوری چک است که در ناحیه بروون واقع شده‌است.